# Самойлович, Григорий Фёдорович
Григо́рий Фёдорович Самойло́вич (23 ноября 1914 — 20 августа 2002) — советский военачальник, генерал-лейтенант инженерных войск (1965), Герой Советского Союза (1944). Кандидат военных наук, доцент.
В годы Великой Отечественной войны командовал 180-м отдельным сапёрным батальоном 167-й стрелковой дивизии.

## Биография
Родился 23 ноября 1914 года в деревне Червленово (ныне не существует) в семье Фёдора Дмитриевича и Софьи Григорьевны (Божко) Самойловичей, переехавших из Белоруссии (деревня Роскошь Новогрудского уезда Минской губернии, теперь Новогрудского района Гродненской области). Белорус. Жили своим хутором с 40 десятинами земли.
Был крещён в селе Батищево (ныне деревня) Мосальского уезда Калужской губернии. Учился в Сеньково. С 14-ти лет работал на московских стройках. В 1929 году семья была раскулачена и сослана в Сибирь. Обосновалась в г. Анжеро-Судженск. Григорию повезло он остался работать в Москве.
Окончил Московский строительный техникум. Работал инженером на стройках. Прошёл путь от курсанта до генерала.
В 1937 году по ложному доносу арестован, как враг народа (статья 58). В течение года сидел в Бутырской тюрьме, подвергался пыткам, но не подписал признательные показания. В 1938 году отпущен за недоказанностью предъявленных обвинений и оправдательному приговору на суде.
В Красной Армии с августа 1941 года. В марте 1942 года окончил срочные офицерские курсы в Костроме (на тот момент там базировалось Ленинградское военно-инженерное училище).
На фронтах Великой Отечественной войны с апреля 1942 года. Воевал на Брянском, Воронежском, 1-м и 4-м Украинских фронтах, проявил себя отличным специалистом, волевым и бесстрашным командиром. Отличился в должности командира 180-го отдельного сапёрного батальона. В бою за освобождение Киева 4—5 ноября 1943 года, обеспечивая действия передовых подразделений, в числе первых ворвался в город. Сапёры под его командованием под шквальным огнём навели понтонные переправы и обезвредили большое количество вражеских мин, чем способствовали успешному наступлению войск. Член ВКП(б)/КПСС с 1943 года.
Указом Президиума Верховного Совета СССР «О присвоении звания Героя Советского Союза генералам, офицерскому, сержантскому и рядовому составу Красной Армии» от 10 января 1944 года за «образцовое выполнение боевых заданий командования на фронте борьбы с немецко-фашистскими захватчиками и проявленные при этом отвагу и геройство» удостоен звания Героя Советского Союза с вручением ордена Ленина и медали «Золотая Звезда».
За время войны прошел путь от рядового добровольца до подполковника и корпусного инженера. В конце войны поступило предложение занять должность начальника инженерных войск армии, но он отказался, сославшись на то, что опыта у него не достаточно. 
После войны продолжал службу в армии на командных должностях. Был начальником инженерных войск армии, военного округа, Группы советских войск в Германии. В 1950 окончил Военную академию имени М. В. Фрунзе, в 1957 — Военную академию Генштаба. С 1967 — заместитель начальника кафедры Военной академии Генштаба. Кандидат военных наук, доцент. С 1965 — генерал-лейтенант, с 1979 — в отставке.
После отставки, как военный историк и консультант, принимал участие в съёмках нескольких фильмов про Петра I: «Юность Петра», «В начале славных дел» (реж. С. А. Герасимов), «Россия молодая» (9-серийный телевизионный художественный фильм Ильи Гурина), мини-сериал «Пётр Великий» (режиссёры: Лоуренс Шиллер, Марвин Чомски. США—СССР, 1986 год). А также других фильмов, таких как: «Русь изначальная», «И на камнях растут деревья», «Приступить к ликвидации».
В 1991 году его стараниями был основан «Московский Клуб Героев Советского Союза, Героев Российской Федерации, полных кавалеров ордена Славы»; был избран первым председателем Клуба.
Жил в Москве, работал в Институте военной истории Министерства обороны СССР, вёл большую военно-патриотическую работу.
Умер 20 августа 2002 года. Похоронен в Москве, на Троекуровском кладбище.

## Награды
- Награждён орденом Красного Знамени, двумя орденами Красной Звезды, двумя орденами Отечественной войны 1-й степени, орденом «Дружбы народов» (11.04.1994[3]), орденом «За службу Родине в Вооружённых Силах СССР» 3-й степени, медалями.
- Помимо советских наград награждён чехословацким военным крестом и медалями, медалью Польши «За витвинство и вольность».

## Сочинения
- 167-я стрелковая дивизия в боях за освобождение Киева. // Военно-исторический журнал. — 1983. — № 11. — С.48-53.